# Prix Ferdinand-Dufaure
Groupe I
Le prix Ferdinand-Dufaure est une course hippique de steeple-chase se déroulant au mois de mai sur l'hippodrome d'Auteuil.
La première édition fut courue en 1951 en mémoire de Ferdinand Dufaure, membre du comité des Steeple-Chases de France, disparu 4 ans plus tôt.
C'est une course de Groupe I réservée aux chevaux de 4 ans.
Elle se dispute sur 4 300 m, et 19 obstacles parsèment le parcours dont la rivière des tribunes, d'une hauteur de 1,00 m et large de 5,50 m..
Les chevaux empruntent la piste intérieure des steeple-chases.
L'allocation globale en 2015 était de 350 000 euros dont 157 500 euros pour le vainqueur.

## Palmarès depuis 2001
| Année | Vainqueur          | S/A     | Jockey            | Entraîneur                               | Propriétaire                                         | Deuxième         | Troisième          |
| ----- | ------------------ | ------- | ----------------- | ---------------------------------------- | ---------------------------------------------------- | ---------------- | ------------------ |
| 2022  | Altesse du Berlais | F.5     | Baptiste Le Clerc | Guillaume Macaire et Hector de Lageneste | Gianni Caggiula, Guillaume Luyckx et Gilles Barbarin | Impressive       | Iceo Madrik        |
| 2021  | Le Listrac         | Hongre  | Lucas Zuliani     | François Nicolle                         | Écurie Carion                                        | L'Aubonnière     | Hadès              |
| 2020  | Gardons Le Sourire | Hongre  | Clément Lefebvre  | Gabriel Leenders                         | Haras de Saint Voir                                  | Yeiayei          | Nanosecond         |
| 2019  | Goliath du Berlais | Mâle    | Bertrand Lestrade | Guillaume Macaire                        | Stéphane Szwarc                                      | Bel Apsis        | Thrilling          |
| 2018  | Whetstone          | Femelle | Bertrand Lestrade | Guillaume Macaire                        | Magalen Bryant                                       | Evidence Madrik  | Kapkiline          |
| 2017  | Srelighonn         | Hongre  | Gaetan Masure     | François Nicolle                         | S. Munir / F. Nicolle / I. Souede                    | Dalia Grandchamp | Burn Out           |
| 2016  | Punch Nantais      | Hongre  | Bertrand Lestrade | Guillaume Macaire                        | AS&D Allard / F. Turek                               | Roi Mage         | Politikar          |
| 2015  | Kotkikova          | Femelle | Jacques Ricou     | Jean-Paul Gallorini                      | Ecurie Comte Pierre de Montesson                     | Kobrouk          | Karelcytic         |
| 2014  | Fleur d' Ainay     | Femelle | Jacques Ricou     | Philippe Peltier                         | Nicole Papot                                         | Laterano         | Royale Flag        |
| 2013  | Storm of Saintly   | Hongre  | Vincent Cheminaud | Guillaume Macaire                        | Jeannot Andt                                         | Volca de Thaix   | Victoire des Borde |
| 2012  | Teejay flying      | Hongre  | Alain de Chitray  | Thomas Trapenard                         | Fernando Pereira                                     | Saint Palois     | Carlain            |
| 2011  | Grand charly       | Hongre  | Sylvain Dehez     | Thierry Civel                            | Jean-Paul Sénéchal                                   | Badoudal         | Talent d'Estruval  |
| 2010  | Saint du chenêt    | Hongre  | Regis Schmidlin   | Marcel Rolland                           | Magalen Bryant                                       | Kauto Stone      | Ole Companero      |
| 2009  | Rubi Ball          | Hongre  | Christophe Pieux  | Jacques Ortet                            | Nicole Papot                                         | Long Run         | Realmont           |
| 2008  | Oculi              | Hongre  | Dean Gallagher    | François-Marie Cottin                    | J. Detre / A. Filliette                              | Queen des Places | Synaptique         |
| 2007  | Remember Rose      | Hongre  | Christophe Pieux  | Jean-Paul Gallorini                      | Ernst Iten                                           | Master Minded    | Mildon             |
| 2006  | Or Noir de Somoza  | Hongre  | Christophe Pieux  | Arnaud Chaille-Chaille                   | Sean Mulryan                                         | Ombre d'Estruval | Organiz            |
| 2005  | Bonbon Rose        | Mâle    | Christophe Pieux  | Arnaud Chaille-Chaille                   | Sean Mulryan                                         | Anglican         | Willdance          |
| 2004  | Cyrlight           | Hongre  | Philippe Sourzac  | Arnaud Chaille-Chaille                   | Sean Mulryan                                         | Mysoko           | Psychee du Berlais |
| 2003  | Ice Mood           | Hongre  | Philippe Sourzac  | Arnaud Chaille-Chaille                   | Jean-Michel Bazire                                   | Kapgarde         | Mon Villez         |
| 2002  | Karly Flight       | Femelle | Philippe Sourzac  | Arnaud Chaille-Chaille                   | Patrick Boiteau                                      | Kilefou d'Airy   | Vie de Reine       |
| 2001  | Turgot             | Hongre  | Dominique Bressou | Jehan Bertran de Balanda                 | Magalen Bryant / D.J. Jackson                        | Turkish Junior   | Princelou          |